# Aechmea bracteata
Espèce
Classification phylogénétique
Synonymes
- Aechmea barleei Baker
- Aechmea bracteata var. pacifica Beutelsp.
- Aechmea isabellina Baker
- Aechmea laxiflora Benth.
- Aechmea macracantha Brongn. ex André
- Aechmea regularis Baker
- Aechmea schiedeana Schltdl.
- Bromelia bracteata Sw.
- Hohenbergia bracteata (Sw.) Baker
- Hohenbergia bracteata Beer
- Hohenbergia laxiflora (Benth.) Baker
- Hoplophytum bracteatum (Sw.) K.Koch
- Tillandsia spinosa Sessé & Moc

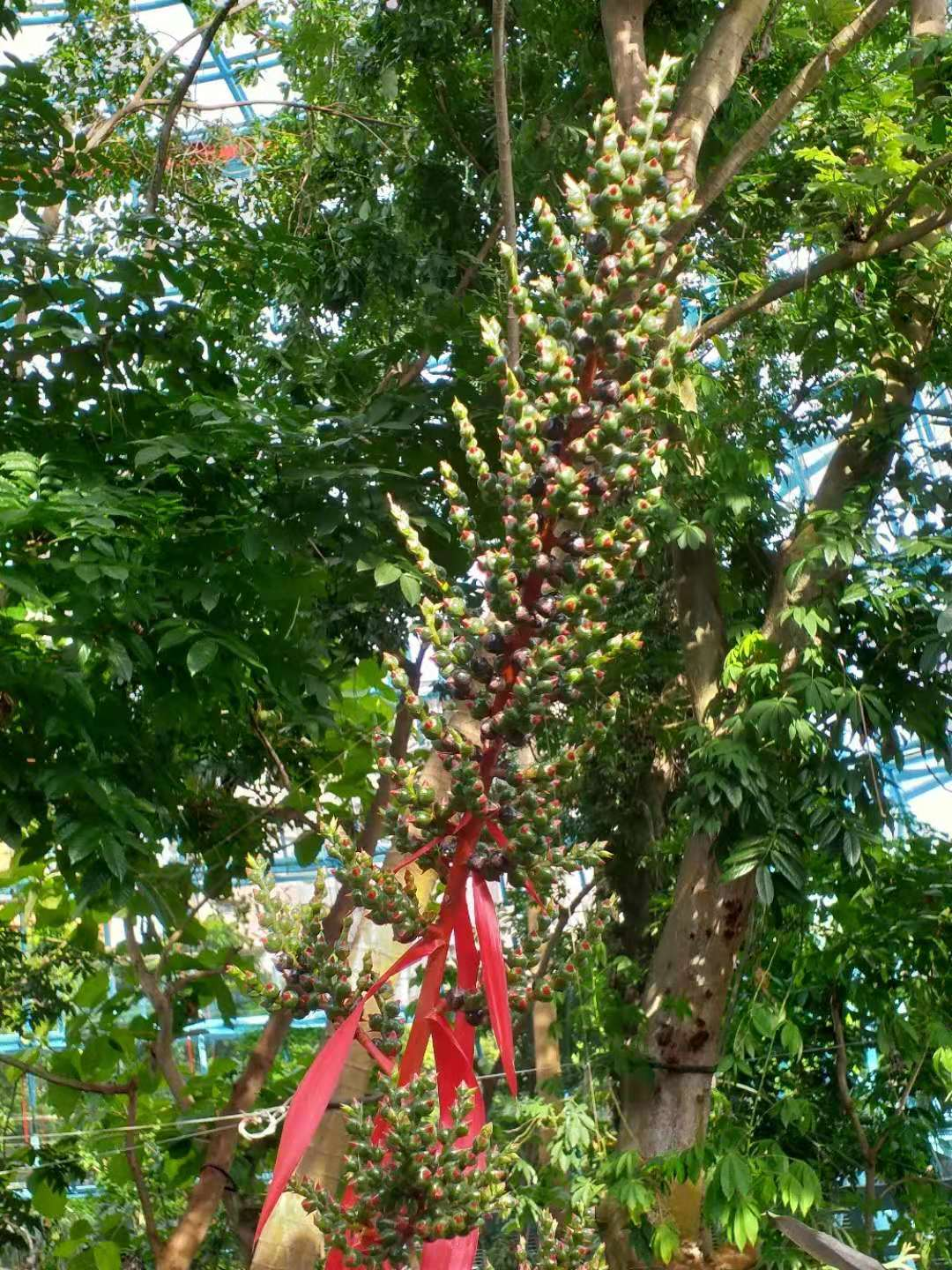
Bractée rouge et inflorescence.

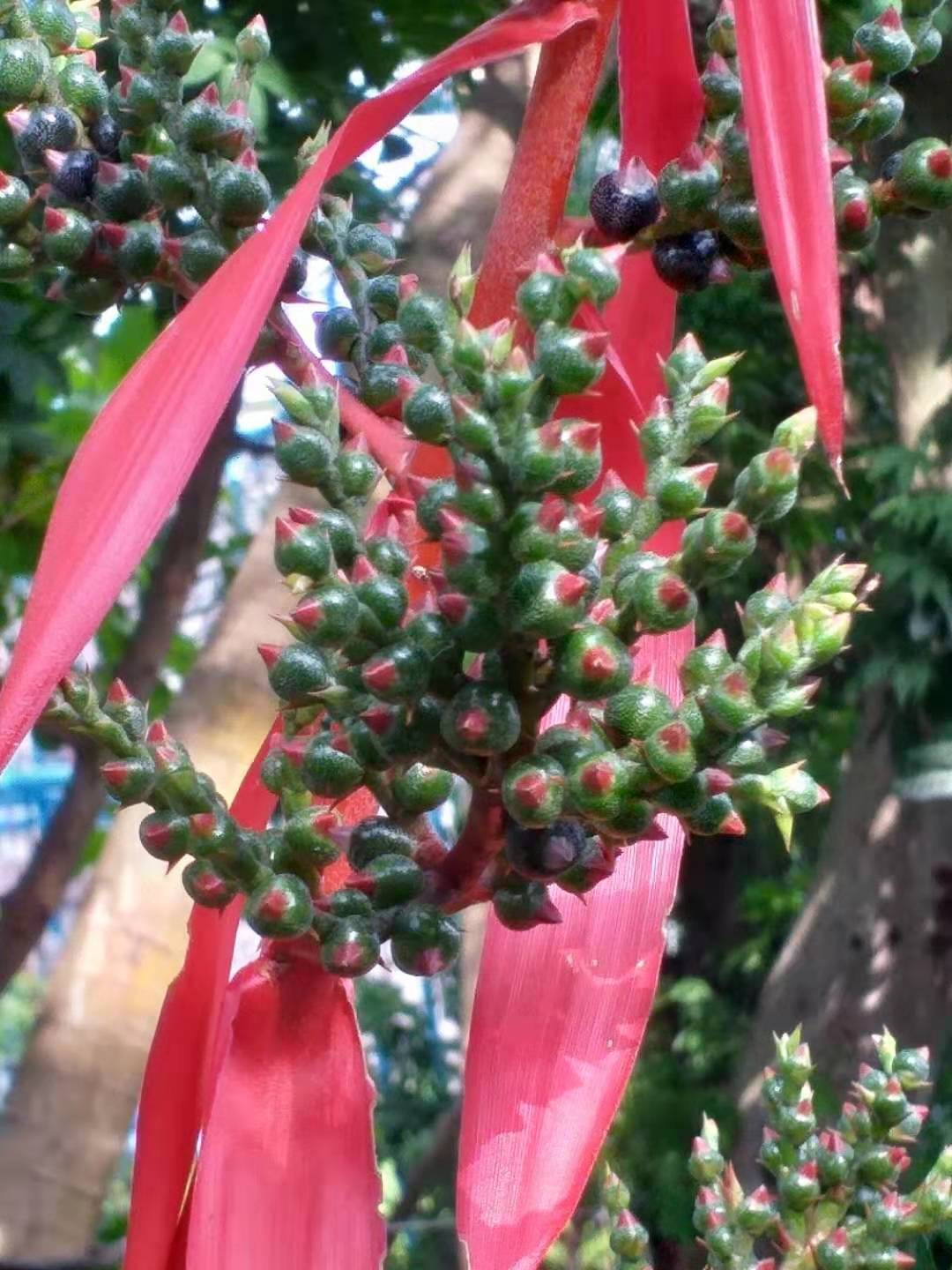
Bractée rouge et inflorescence.

Aechmea bracteata est une espèce de plante à fleurs de la famille des Bromeliaceae, originaire du Costa Rica, du Mexique et du Venezuela.

## Synonymes
- Aechmea barleei Baker
- Aechmea bracteata var. pacifica Beutelsp.
- Aechmea isabellina Baker
- Aechmea laxiflora Benth.
- Aechmea macracantha Brongn. ex André
- Aechmea regularis Baker
- Aechmea schiedeana Schltdl.
- Bromelia bracteata Sw.
- Hohenbergia bracteata (Sw.) Baker
- Hohenbergia bracteata Beer
- Hohenbergia laxiflora (Benth.) Baker
- Hoplophytum bracteatum (Sw.) K.Koch
- Tillandsia spinosa Sessé & Moc